# أساسنز كريد روغ
أساسنز كريد روغ (بالإنجليزية: Assassin's Creed Rogue) هي لعبة فيديو تاريخية من نوع أكشن ومغامرات وتسلل في عالم مفتوح من تطوير يوبي سوفت صوفيا وإصدار يوبي سوفت. وهي الدفعة السابعة الرئيسية في سلسلة ألعاب أساسنز كريد، وتتمة لـ أساسنز كريد IV: بلاك فلاغ الصادر عام 2013 وتقع أحداثها قبل أحداث أساسنز كريد III الصادر عام 2012 وتكون مهمتها النهائية مقدمة لـ أساسنز كريد يونيتي الذي صدر عام 2014. صدرت اللعبة أولاً على بلاي ستيشن 3 وإكس بوكس 360 في نوفمبر وديسمبر من عام 2014، وبعدها صدرت اللعبة على مايكروسوفت ويندوز في مارس عام 2015. وهو آخر جزء رئيسي من السلسلة يصدر على أجهزة إكس بوكس 360 وبلاي ستيشن 3.
تقع أحداث اللعبة في منتصف القرن الثامن عشر خلال الحرب الفرنسية والهندية ويتتبع فصول من حياة شاي باتريك كورماك والذي كان تابعاً لطائفة الأساسنز قبل أن ينضم إلى تنظيم فرسان ¤الهيكل. وأسلوب اللعبة مشابه لأسلوب بلاك فلاغ إلى حد كبير مع مزيج من الإستكشاف البحري على متن السفن والإستكشاف البري مع بعض الميزات الجديدة والمهمات الجانبية.
تلقت أساسنز كريد روغ نقدا غير مستحسن من أغلب النقاد لتوفرها عل العديد من الأخطاء البرمجية و لعدم تغير أسلوب العب فيها عن الجزء السابق «أساسن كريد بلاك فلاغ» حيث أعتبرت DLC أكثر من كونها جزء مستقل.

## ملخص اللعبة

### الشخصيات
الشخصية الرئيسية في اللعبة هو شاي باتريك كورماك البالغ من العمر واحد وعشرين عاماً وهو عضو في أخوية الأساسنز قبل أن يصاب بخيبة أمل عند اكتشاف أساليبهم وقضيتهم بمجرد العمل لصالحهم. في نهاية المطاف يقوم شاي بخيانتهم ويتخلى عنهم بعد أن تنتهي أحد المهمات بكارثة كبيرة، ثم يتم قبوله فيما بعد في تنظيم فرسان الهيكل ويصبح صياداً لأعضاء طائفة الأساسنز ونداً لرفاقه السابقين بعد أن يرى بعض مجموعات الأساسنز يستخدمون حلفاء لهم في ترويع نيويورك،فتشكل أعماله خطراً على مستقبل أخوية الأساسنز. كما إن كورماك لديه علاقة بأحداث أساسنز كريد يونيتي. كما يظهر في اللعبة بعض من الشخصيات الذين ظهروا في أجزاء سابقة من أساسنز كريد ومنهم: هيثم كينواي وهو الخصم الثانوي في أساسنز كريد III، أخيل دافينبورت وهو معلم رادونهاغايدون (كونور كينواي)، أديوالي وهو أمين خزينة إدوارد كينواي في لعبة بلاك فلاغ والشخصية الرئيسية في لعبة أساسنز كريد فريدوم كراي.

## أسلوب اللعبة
للعبة ستعتمد في هذا الجزء علي السيمات البحرية والمعارك البحرية حيث تسيطر علي سفينة الموريجان البطل شاي وسيكون عندك القدرة علي الإبحار وسط الأنهار وليست المحيطات فقط كما بالجزء السابق , كما تم تطوير أسلحة السفينة مثل إضافة الزيت لإشعال السفن الأخرى بل أن الأعداء هذه المرة يمكنها أن تتسلق لسفينتك لقتالك عليها,سيحمونك الإنكليز كونك تابع لهم ,الاساسن سيتخفون لقتلك فيجب ان تكون حذرا,الاساسن سيكون لهم اسطول في الاطلسى , ليس هذا وحسب بل سيمكنك اللعب في البيئة القطبية وكذلك سيكون هناك بعض مهام الغطس أسفل الماء بالقطب الشمالي وهو ما سيعرض صحة اللاعب للنقصان بسبب الماء البارد علي عكس الماء الدافئ الذي سيكون أكثر رحمة بالبطل.
كما ستتحكم بالبطل من منظور الشخص الثالث كما تعودنا مع وضع سلاح رئيسي للبطل عبارة عن بندقية هواء والتي تسمح للاعب بقتل أعداءه بشكل صامت , كما يمكنك ترقية هذه البندقية وكذلك ستجد باللعبة قاذف القنابل الذي يطلق الشظية والأحمال الأخرى , كما تستمر اللعبة في الاعتماد علي أسلوب الخلسة الذي يجعلك تقتل الأعداء دون أن يشعر بك أحد أو تتبع بعض القادة دون أن يشعروا بك كما سنجد أن أسلوب التخفي والاستفادة من البيئة كما هو حيث تستطيع الاختباء بالغابة أو وسط الحشود أو في أكوام التبن, وستكون العالم المفتوح في نيويورك و وادى النهر و ألاباما و شمال المحيط الاطلنطى و كيبك.

## التطوير
عندما نتحدث عن التطوير سنجد أنه في مارس 2014 تم الكشف عن لعبة باسم (Comet) وستكون حصرية للباي 3 والأكس بوكس , وأن تلك اللعبة ستدور في عام 1758 بنيويورك وسيكون عليك الأبحار بالمحيط الأطلسي وهي مكملة للجزء السابق العلم الأسود , وفي أغسطس 2014 تم الإعلان الرسمي عن اللعبة وتم التصريح بأن هذا الجزء سيكون ختام للأجزاء التي تدور بأمريكا الشمالية , كما أنها ستعرض الجزء الناقص بين الجزء الثالث والرابع وتم تطوير هذا الجزء من قبل استوديوهات أوبي سوفت صوفيا مع مساهمات من سنغافورة ومونتريال وكويبيك وميلان وبوخارست مع العلم أن اللعبة لن تحتوي علي نمط متعدد اللاعبين.

## وصلات خارجية
- أساسنز كريد روغ على موقع IMDb (الإنجليزية)

- الموقع الرسمي
- الموقع الرسمي للعبة بالعربية